# 8693 Matsuki
8693 Matsuki è un asteroide della fascia principale. Scoperto nel 1992, presenta un'orbita caratterizzata da un semiasse maggiore pari a 2,4060111 UA e da un'eccentricità di 0,1570844, inclinata di 6,93296° rispetto all'eclittica.